# مزبديات
المُزبديات أو الباصوقات أو القفازات الضفدعة أو البق الباصق (الاسم العلمي: Cercopoidea)، فصيلة عليا من الحشرات من رتبة نصفيات الأجنحة ورتيبة عنقيات الخرطوم.